# Discografia de Exodus
Discografia da banda de thrash metal americana Exodus.

## Álbuns

### Álbuns de estúdio
| 1985                                      | Bonded by Blood - Lançamento: 25 de abril de 1985 - Gravadora: Torrid, Combat                     | —   | —  | —  | —  | —  | —  | —  | —  | —  |
| 1987                                      | Pleasures of the Flesh - Lançamento: 7 de outubro de 1987 - Gravadora: Combat                     | 82  | —  | —  | —  | —  | —  | —  | 72 | —  |
| 1989                                      | Fabulous Disaster - Lançamento: 30 de janeiro de 1989 - Gravadora: Combat                         | 82  | —  | —  | —  | —  | —  | —  | 57 | 67 |
| 1990                                      | Impact Is Imminent - Lançamento: 21 de junho de 1990 - Gravadora: Capitol                         | 137 | —  | —  | —  | —  | —  | —  | —  | —  |
| 1992                                      | Force of Habit - Lançamento: 17 de agosto de 1992 - Gravadora: Capitol                            | —   | —  | —  | —  | —  | —  | —  | —  | —  |
| 2004                                      | Tempo of the Damned - Lançamento: 2 de fevereiro de 2004 - Gravadora: Nuclear Blast               | —   | 47 | —  | —  | —  | 67 | —  | —  | —  |
| 2005                                      | Shovel Headed Kill Machine - Lançamento: 4 de outubro de 2005 - Gravadora: Nuclear Blast          | —   | 41 | —  | —  | —  | —  | —  | —  | —  |
| 2007                                      | The Atrocity Exhibition: Exhibit A - Lançamento: 23 de outubro de 2007 - Gravadora: Nuclear Blast | —   | —  | —  | —  | —  | 74 | —  | —  | —  |
| 2010                                      | Exhibit B: The Human Condition - Lançamento: 7 de maio de 2010 - Gravadora: Nuclear Blast         | 114 | 19 | 49 | 53 | 50 | 32 | 14 | —  | —  |
| 2014                                      | Blood In, Blood Out - Lançamento: 14 de outubro de 2014 - Gravadora: Nuclear Blast                | 38  | —  | 38 | 30 | 30 | 29 | —  | 85 | 71 |
| "—" significa que não entrou nas paradas. |                                                                                                   |     |    |    |    |    |    |    |    |    |

| Ano  | Detalhes                                                                               |
| ---- | -------------------------------------------------------------------------------------- |
| 1991 | Good Friendly Violent Fun - Lançamento: 1991 - Gravadora: Combat                       |
| 1997 | Another Lesson in Violence - Lançamento: 8 de julho de 1997 - Gravadora: Century Media |
| 2005 | Live at the DNA 2004 - Lançamento: 1 de janeiro de 2005 - Gravadora: Nuclear Blast     |

| Ano                                       | Detalhes                                                                     | Melhor posição nas paradas |
| Ano                                       | Detalhes                                                                     | US Ind.                    |
| ----------------------------------------- | ---------------------------------------------------------------------------- | -------------------------- |
| 1992                                      | Lessons in Violence - Lançamento: 9 de junho de 1992 - Gravadora: Relativity | —                          |
| 2008                                      | Let There Be Blood - Lançamento: 28 de outubro de 2008 - Gravadora: Zaentz   | 48                         |
| "—" significa que não entrou nas paradas. |                                                                              |                            |

| Ano  | Título                            |
| ---- | --------------------------------- |
| 1982 | 1982 Demo                         |
| 1983 | Die by His Hand                   |
| 1983 | 1983 rehearsal semi-official demo |
| 1984 | A Lesson in Violence              |
| 1984 | Turk Street                       |
| 1986 | Pleasures of the Flesh            |

| Ano  | Música                | Álbum                                |
| ---- | --------------------- | ------------------------------------ |
| 1990 | "Objection Overruled" | Impact Is Imminent                   |
| 1990 | "The Lunatic Parade"  | Impact Is Imminent                   |
| 1992 | "Thorn in My Side"    | Force of Habit                       |
| 2004 | "War Is My Shepherd"  | Tempo of the Damned                  |
| 2007 | "Funeral Hymn"        | The Atrocity Exhibition... Exhibit A |
| 2008 | "Riot Act"            | The Atrocity Exhibition... Exhibit A |
| 2010 | "Downfall"            | Exhibit B: The Human Condition       |
| 2011 | "Hammer and Life"     | Exhibit B: The Human Condition       |

## Vídeos
| Ano  | Detalhes |
| ---- | --- |
| 2005 | Live at the DNA - Lançamento: 17 de março de 2005 - Gravadora: Independente - Formatos: DVD                                                           |
| 2007 | Double Live Dynamo! - Lançamento: 3 de novembro de 2007 - Gravadora: Zaentz - Formatos: DVD                                                           |
| 2010 | Shovel Headed Tour Machine: Live At Wacken & Other Assorted Atrocities - Lançamento: 15 de janeiro de 2010 - Gravadora: Nuclear Blast - Formatos: DVD |

| Ano  | Música                   | Diretor          |
| ---- | ------------------------ | ---------------- |
| 1989 | "The Toxic Waltz"        |                  |
| 1990 | "Objection Overruled"    |                  |
| 1992 | "Thorn in My Side"       |                  |
| 1992 | "A Good Day to Die"      |                  |
| 1998 | "No Love"                |                  |
| 2004 | "War Is My Shepherd"     | Maurice Swinkels |
| 2004 | "Throwing Down"          | Maurice Swinkels |
| 2005 | "Now Thy Death Day Come" |                  |
| 2007 | "Riot Act"               |                  |
| 2010 | "Downfall"               |                  |
| 2014 | "Blood In, Blood Out"    |                  |